# 塔爾博特號驅逐艦 (DD-114)
塔爾博特號驅逐艦（舷號DD-114）是一艘美國海軍建造的驅逐艦，為維克斯級驅逐艦的40號艦。她是美軍第二艘以塔爾博特為名的軍艦，以紀念美國獨立戰爭時期的海軍軍官西勒·塔爾博特（Silas Talbot）。
塔爾博特號在1917年於克雷普父子造船廠開始建造，在1918年下水服役，其時第一次世界大戰已即將結束。戰後塔爾博特號分別到北歐及太平洋執勤。1923年塔爾博特號退役，直到1930年才重返現役，期間曾參與海軍演習，主要用作訓練。太平洋戰爭期間，塔爾博特號在1942年改裝為高速運輸艦，並參與瓜島戰役、所羅門群島戰役、吉爾伯特及馬紹爾群島戰役、塞班島戰役、雷伊泰島戰役及沖繩戰役。戰後塔爾博特號在1945年退役除籍，並在1946年出售拆解。
塔爾博特號在第二次世界大戰共獲得八枚戰鬥之星。